# Eleutherodactylus mariposa
Espèce
Statut de conservation UICN

 CR B1ab(iii)+2ab(iii) : 
En danger critique
Eleutherodactylus mariposa est une espèce d'amphibiens de la famille des Eleutherodactylidae.

## Répartition
Cette espèce est endémique de la province de Guantánamo à Cuba. Elle se rencontre vers 720 m d'altitude dans la Meseta del Guaso.

## Publication originale
- Hedges, Estrada & Thomas, 1992 : Three new species of Eleutherodactylus from eastern Cuba, with notes on vocalizations of other species (anura: leptodactylidae). Herpetological Monographs, vol. 6, p. 68-83 (texte intégral).